# Donja Lisina
Donja Lisina (en serbe cyrillique : Доња Лисина ; en bulgare : Долна Лисина) est un village de Serbie situé dans la municipalité de Bosilegrad, district de Pčinja. Au recensement de 2011, il comptait 180 habitants.
Donja Lisina est située sur les bords de la Božička reka. Cette rivière est le bras principal constituant la Dragovištica, un affluent droit de la Strouma.

## Démographie

### Évolution historique de la population
| 1948 | 1953 | 1961 | 1971 | 1981 | 1991 | 2002 | 2011 |
| ---- | ---- | ---- | ---- | ---- | ---- | ---- | ---- |
| 599  | 632  | 575  | 611  | 503  | 365  | 316  | 180  |

|  |